# São Cipriano e Vil de Souto
São Cipriano e Vil de Souto es una freguesia portuguesa del municipio de Viseo, distrito de Viseo.

## Historia
La freguesia fue creada con el nombre de União das Freguesias de São Cipriano e Vil de Souto el 28 de enero de 2013 en aplicación de una resolución de la Asamblea de la República de Portugal promulgada el 16 de enero de 2013 con la unión de las freguesias de São Cipriano y Vil de Souto, pasando a estar situada su sede en la antigua freguesia de São Cipriano. Esta denominación se mantuvo hasta el 4 de junio de 2015 que pasó a llamarse con su actual nombre en aplicación de la Ley n.º 50/2015 que modificaba su denominación.

## Demografía
| Gráfica de evolución demográfica de São Cipriano e Vil de Souto entre 2011 y 2021 |
|                                                                                   |
| Datos según el nomenclátor publicado por el INE portugués.                        |